# Río Jabalera
El río Jabalera, o río de la Vega, es un curso de agua del interior de la península ibérica, afluente del Guadiela. Discurre por la provincia española de Cuenca.

## Descripción
Se lo conoce como río «Jabalera» o «de la Vega». Nace entre Vellisca y Mazarrulleque y, dirigiéndose al norte y pasando por Garcinarro y Jabalera, termina entrando en la sierra de Altomira, pudiendo verse en sus orillas, en opinión de Daniel Cortázar, uno de los ejemplos más notables del levantamiento y pliegue de las capas calizas. Desemboca unos cuatro kilómetros más adelante en el río Guadiela. Perteneciente a la cuenca hidrográfica del Tajo, sus aguas acaban vertidas en el océano Atlántico.